# Acacia preissiana
Acacia preissiana är en ärtväxtart som först beskrevs av Meissner, och fick sitt nu gällande namn av Bruce R. Maslin. Acacia preissiana ingår i släktet akacior, och familjen ärtväxter. Inga underarter finns listade i Catalogue of Life.